# 김의신
김의신(Euishin Edmund Kim)은 대한민국의 의학자이자 대학교수이다. 그는 텍사스대학교 MD 앤더슨 암센터에서 은퇴한 종신교수이다.

## 주요 저서
- 《서울에서 휴스턴까지》 명성출판사, 2004, ISBN 9788984861794

## 출연
- 2011년 11월 12일 글로벌 성공시대 세계를 품다 (세계 핵의학계 선구자, 김의신 박사)